# Lächel doch mal
Lächel doch mal ist ein Lied der deutschen Rapperin und Sängerin Shirin David aus dem Jahr 2023.

## Entstehung und Veröffentlichung
Das Lied wurde von der Interpretin Barbara Davidavičius (Shirin David) selbst, zusammen mit den Koautoren Lars Hammerstein (Laas Unltd.), Andreas Janetschko (DJ Stickle) und Kane 13, geschrieben. Letztere beiden zeichneten zudem auch für die Produktion verantwortlich.
Erstmals angekündigt wurde Lächel doch mal in einem Instagram-Reel am 14. Mai 2023. Mit der Ankündigung präsentierte David auch eine Hörprobe. Die Erstveröffentlichung erfolgte schließlich als Single am 18. Mai 2023 bei Juicy Money Records. Diese erschien als digitaler Einzeltrack zum Download und Streaming. Am 16. November 2023 erschien das Lied als Teil der sogenannten „Re-Edition“ von Davids zweiten Studioalbum Bitches brauchen Rap, dessen insgesamt siebte Singleauskopplung es ist.

## Inhalt
Lächel doch mal wurde in Cis-Dur mit 146 Schlägen pro Minute komponiert. David verarbeitet darin persönliche Erfahrungen mit sexueller Belästigung. In ihrer Instagram-Story offenbarte sie, dass sie im Herbst 2022 Opfer eines sexuellen Übergriffs wurde. Der Titel basiert auf einem Erlebnis ihrer Schwester, die von einem Sicherheitsdienstmitarbeiter am Flughafen mit dem Satz „Lächel doch mal“ belästigt wurde.

## Musikvideo
Das dazugehörige Musikvideo entstand unter der Regie von Tatjana Wenig und feierte seine Premiere am Tag der Singleveröffentlichung auf der Videoplattform YouTube. Dieses zeigt David in  verschiedenen Szenen, in denen sie Männer in Situationen der sexuellen Objektifizierung versetzt. Es zeichnet durch eine stilisierte Ästhetik aus, die an Mode- und Werbeclips erinnert und kombiniert Elemente aus Popkultur oder auch Mode. Bis August 2025 zählte das Musikvideo über 4,8 Millionen Aufrufe auf YouTube.

## Kommerzieller Erfolg
Auf der Streaming-Plattform Spotify verzeichnete das Lied bis August 2025 über 32 Millionen Aufrufe.
Chartplatzierungen
Lächel doch mal avancierte zum Top-10-Hit in Deutschland (Rang 8) sowie zum Charthit in Österreich (Rang 15) und der Schweiz (Rang 32).
| ChartsChartplatzierungen | Höchstplatzierung | Wochen |
| ------------------------ | ----------------- | ------ |
| Deutschland (GfK)        | 8 (4 Wo.)         | 4      |
| Österreich (Ö3)          | 15 (2 Wo.)        | 2      |
| Schweiz (IFPI)           | 32 (1 Wo.)        | 1      |